# Caccobius gonoderus
Caccobius gonoderus là một loài bọ cánh cứng trong họ Bọ hung (Scarabaeidae).